# Marie Hart
Pour les articles homonymes, voir Hart.
Marie Hart, nom de plume de Marie-Anne Hartmann (Bouxwiller, 29 novembre 1856 – Bad Liebenzell, 30 avril 1924), est une écrivaine alsacienne. 
Elle a vécu dans les tourments de la politique franco-allemande scandée par deux guerres : la Guerre franco-prussienne de 1870 et la Première Guerre mondiale.
Pour son plaisir mais aussi par nécessité, Marie Hart toucha à l'écriture : le conte, la nouvelle, le récit, le théâtre, la poésie, la traduction.  Elle écrivit en français d'abord, en allemand ensuite et finalement produisit une œuvre littéraire en alsacien.

## Biographie

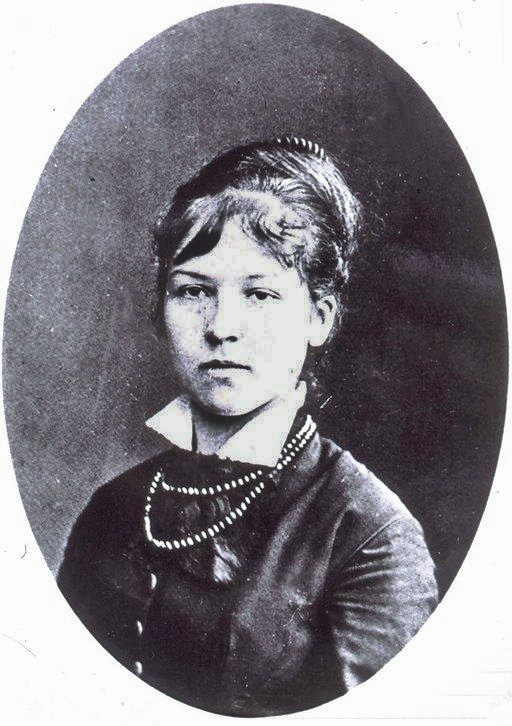
Marie Hart alors jeune fille.

Marie Hartmann est fille d'un pharmacien, Louis André Frédéric Hartmann et d'une institutrice, Emilie Wilhelmine Weber. Seconde d'une fratrie de huit enfants (sept filles et un garçon).  Elle décrit cette enfance dans le pays de Hanau comme une période heureuse dans les G'schichtlen un Erinnerungen üs de sechziger Johr (Petites histoires et souvenirs des années 1860), récits parus en 1911. Ces récits évoquent la vie quotidienne de l'ancienne capitale du comté de Hanau-Lichtenberg, observée avec finesse et contée avec talent et humour.
Élève à l'École normale de filles à Strasbourg, Marie achève sa formation d'institutrice à Nancy en 1874.
En 1876, Marie quitte le giron familial pour travailler à l'Institut Jäckel de Dresde en qualité de répétitrice de français. Elle tient un journal en français. On y découvre une jeune fille sensible, attachée à sa famille, imprégnée d'éducation morale chrétienne, de cultures française et allemande.  C'est probablement pendant ce séjour qu'elle écrivit le conte : Marguerite ou La petite gardeuse d'oies, daté de 1877.
Marie Hartmann rencontre son futur mari, Alfred Kurr à Lutzelhouse dans la vallée de la Bruche où son cousin Charles Hartmann est médecin marié à une fille du professeur Guillaume Philippe Schimper,  botaniste à l'Université de Strasbourg.
Alfred Kurr est un personnage peu banal : il est cultivé, passionné d'équitation et de chasse. Grâce à son premier mariage, il est fortuné. Il a quinze ans de plus que Marie, il est divorcé et, de plus, ancien officier de l'armée wurtembourgeoise ayant participé à la guerre de 1870. Pour la famille francophile de Marie, ces circonstances sont sources de chagrin.
Les atermoiements et les conflits que suscite ce projet de mariage par rapport à  la situation politique particulière de l'Alsace sont relatés dans l'ouvrage D'r Herr Merkling un sini Deechter, (Le docteur Merkling et ses filles) paru en 1913.
Marie et Alfred se marient en 1882 à Bouxwiller, le mariage religieux est célébré à l'église protestante de Neuwiller-lès-Saverne.
C'est à Mellau dans le Vorarlberg que les époux Kurr s'installent dans un chalet de montagne sans confort. Marie tient un journal en français où maints détails du quotidien sont consignés.
Alfred Kurr accepte de s'installer en 1885 avec sa jeune épouse à Lutzelhouse. La chasse est sa principale occupation. Marie donne naissance à leur unique enfant Charlotte en 1892.
En 1895, les Kurr s'installent à Freilassing en Haute-Bavière. Une vie bourgeoise s'égrène dans une villa neuve.
Marie retrouve l'inspiration, elle écrit en allemand. Elle signe Marie Hart. Des nouvelles paraissent à partir de 1898 dans la Straßburger Post (de) dans le Elsässisches Evangelisches Sonntagsblatt, dans les Elsässische Frauenblätter, un supplément dominical de la Straßburger Zeitung.  Sa pièce de théâtre écrite en alsacien D'r Stadtnarr (Le fou de la ville)  est jouée à Strasbourg  et à Haguenau dès 1907.
Alfred mène une vie de rentier mais gère son patrimoine de façon catastrophique.  En 1908, il est totalement ruiné et propose à sa femme et devant sa fille un suicide familial pour sauver l'honneur.
Marie revient à Bouxwiller avec son époux et sa fille.  Pour subvenir aux besoins de sa famille, elle ouvre, avec l'aide de ses sœurs, une pension pour les élèves du Gymnasium de Bouxwiller. Elle  en est la cheville ouvrière  et y dispense même des cours de soutien.
Parallèlement Marie Hart écrit et publie, avec le soutien de Fritz Lienhard, auprès des éditions Greiner et Pfeiffer, des œuvres dont D'r Hahn im Korb (Le coq en pâte) en 1917. Ses publications sont un complément de ressources et très probablement un exutoire à la vie avec son mari dont elle dit : « Er hat mich durch alle Höhen und Tiefen geführt » (Avec lui, j'ai exploré tous les sommets et tous les gouffres). C'est pendant cette période qu'elle compose les textes les plus savoureux en drôleries et en vérité.
Rien ne sera épargné à Marie Hart. À la fin de la Première Guerre mondiale, lorsque l'Alsace redevient française, son mari, officier allemand  et président d'une association d'anciens combattants, est expulsé. Il trouve refuge en Forêt-Noire à Bad Liebenzell. Marie, fidèle, le rejoint, le cœur gros de quitter sa « Heimet ». Il faut à nouveau recommencer, l'argent fait défaut. Les Kurr sont tributaires de la Liebenzeller Mission, de leurs amis et de leur famille.
Cette triste période d'exil transparaît dans deux ouvrages Üs unserer Franzosezit (Notre époque française ou réédité sous le titre Nos années françaises) paru en 1921 et Erinnerungsland (Le pays des souvenirs) en 1923.
Décédée à son domicile, en Forêt-Noire, le 30 avril 1924 , elle est inhumée à Bad Liebenzell.

## Œuvres
- G'schichtlen un Erinnerungen üs de sechziger Johr.  Greiner und Pfeiffer, Stuttgart, 1911.
- D'r Herr Merkling un sini Deechter. Greiner und Pfeiffer, Stuttgart, 1913.
- D'r Hahn im Korb. Greiner und Pfeiffer, Stuttgart, 1917.
- Üs unserer Franzosezit. Greiner und Pfeiffer, Stuttgart, 1921.
- Elsässische Erzählungen. Walter de Gruyter und Co, Berlin und Leipzig, 1922.
- Erinnerungsland. Greiner und Pfeiffer, Stuttgart, 1923.
- Ues minre alte Heimet. Bernard und Graefe, Berlin, 1930 — textes choisis par Charlotte Kurr, fille de Marie Hart.
- Marie Hart (trad. de l'alémanique par Joseph Schmittbiel, préf. Bernard Wittmann), Nos années françaises [« Üs unserer Franzosezit »], Fouenant, Yoran, 2016, 187 p. (ISBN 978-2-36747-022-1, EAN 9782367470221, BNF 45822732).

## Postérité
Son nom a été donné au centre culturel de Bouxwiller.
À Bouxwiller, un parcours de découverte touristique Circuit Marie Hart présente les principaux lieux de la vie et de l'œuvre de l'écrivaine.
La municipalité de Bad Liebenzell a ouvert une salle consacrée à la poétesse et aménagé un sentier de randonnée lui rendant hommage.
La rue Marie-Hart à Strasbourg lui rend hommage.
Un fonds Marie Hart dit Nachlass Marie Hart est conservé à l'Universitätsbibliothek Johann-Christian-Senckenberg de Francfort-sur-le-Main.